# Грбашел
Грбашел (грч. Καστανιές, Кастанијес) је насељено место у општини Кукуш у периферији Средишња Македонија, Грчка. Према попису из 2021. године био је 301 становник.
Према бугарском географу и историчару, Василу Канчову, у Грбашелу је 1900. године живело 150 Словена хришћана. Током Другог балканског рата грчка војска је запалила село а становништво је протерано. Године 1924. насељене су грчке избеглице из Турске којих је на попису из 1928. године било 522.